# 南部晴政
南部 晴政（なんぶ はるまさ）は、戦国時代から安土桃山時代にかけての武将。陸奥国の戦国大名。本姓は源氏。家系は清和源氏の一家系、河内源氏の傍系、甲斐源氏の流れを汲む。南部氏24代当主。

## 生涯

### 家督相続
永正14年（1517年）、南部氏第23代当主・南部安信の嫡男として生まれる。
天文6年（1537年）、紫波郡で和賀義勝、斯波氏の軍勢と戦う。天文8年（1539年）に家臣の赤沼備中に背かれて三戸城を焼かれ、多くの文書を失った。この年､上洛して、室町幕府12代将軍・足利義晴より「晴」の一字を拝領された南部彦三郎とは、南部晴政のことであり､幕府から南部氏惣領の地位を認められたといえる。
天文9年（1540年）、戸沢政安、斯波経詮の岩手郡侵攻に対して叔父・石川高信を向かわせ、戸沢政安を秋田に追放し、斯波経詮を撃退して、岩手郡を手中に収める。
天文10年（1541年）、南部氏の家督を継いで第24代当主となった。まずは謀反を起こした工藤氏を討ち、家臣により焼失させられた三戸城を再建して南部氏を統一する。ただし、安信から晴政への家督相続に関しては疑問の点が多い。近年の説では、この頃の南部氏は根城（八戸）系と三戸系に分裂しており、本来は根城系が南部氏宗家であったが、三戸系の晴政がこれを討ち取ったという見方がある。またそもそも晴政と父・安信以前の系図に疑問点が多過ぎ、本当に三戸南部氏なのかどうかも疑わしい。

### 勢力拡大
晴政には男子が無かったため、永禄8年（1565年）に叔父石川高信の子、すなわちいとこの信直を長女の婿にして養嗣子として三戸城に迎えた。
永禄9年（1566年）、安東愛季は比内の浅利氏残党・阿仁地方の嘉成一族を中心とした5000の兵を遣わして南部領である鹿角郡を襲った。この際は長牛城（現在の秋田県鹿角市八幡平長牛）の城主・一戸友義の奮戦と早い降雪により安東軍は退却する。永禄10年（1567年）、愛季率いる6000の兵が長牛城を再度襲った。晴政は北氏、南氏、東氏らの軍勢を救援に送り、今度も安東軍は退却するが愛季は諦めず、同年またも長牛城を攻撃して落城させた。
永禄11年（1568年）、晴政は養子・信直と共に大湯（現在の秋田県鹿角市十和田大湯）に着陣し、南部一族の九戸政実が三ヶ田城（現在の秋田県鹿角市八幡平三ヶ田）に入り、南北から挟撃する形をとると鹿角郡の安東軍は降伏し、奪回に成功した。
またこうした戦いの中で、八戸政儀､一戸政連､九戸政実らに実名の一字「政」を与えた可能性があるとされており、これを行うことで主従関係の構築・強化を図ろうとした。南部氏の領土版図は、北は現在の青森県下北半島から、南は岩手県北上川中央部までに広がり、「三日月の丸くなるまで南部領」（旅で空の月が三日月の頃に南部領に入ると、連日歩いても領内を通り抜けられるのに満月になるまで日数がかかるぐらい、南部が治めている領地は広大だという意味）と謳われた。

### 信直との確執
ところが、元亀元年（1570年）に実子・晴継が誕生すると、晴政は養子である信直を疎んじるようになる。
元亀2年（1571年）、同じ南部氏族の大浦為信（後の津軽為信）が、信直の実父・石川高信を突如討ち取ったのを皮切りに、周りの南部系の豪族を次々と滅ぼし、最終的には津軽、外ヶ浜、糠部の一部を占領した（為信は、同族の領土を全て自分の物にしようと目論んでいたという）。しかし、晴政は信直との争いにより自ら手を出すことをせず、差し向けた討伐軍も打ち破られてしまったという。
信直との確執は続き、『八戸家伝記』によれば元亀3年（1572年）に、川守田村の毘沙門堂へ参拝した信直に対し、自ら手勢を率いて襲撃。信直は鉄砲で狙撃し晴政を落馬させ、またそれを介抱していた九戸実親（晴政の次女の婿）にも撃ち当てたという。一触即発の事態に陥るかと思われたが、天正4年（1576年）、信直の正室（晴政の長女）が早世すると、身の危険を感じた信直は晴政の養嗣子の座を辞退し田子城に引き籠もり、刺客の脅威から逃れるため北信愛の剣吉城や八戸政栄の根城などに身を隠したという。晴政はなおも信直への不信を抱き続け、南部家内は晴政ならび九戸氏の連衡と、信直を盟主とする南長義、北信愛の連合の間で対立していく。
天正10年（1582年）、病死。享年66。死後、家督は嫡男の南部晴継が継いだ。

## 人物
- 若い頃から勇猛で知られており、家督を継いでから「三日月の　丸くなるまで　南部領」と謳われた南部氏の最盛期を築いたのは晴政の功績によるところが大きい。
- 外交面においては天正6年（1578年）、織田信長に使者を派遣して駿馬と鷹を献上して誼を通じるなど優れた一面を見せた[1]。しかし、これは晴政ではなく、信直が行ったという説もある。
- ある日、晴政は家臣と鷹狩のために外出した。その際に田んぼを通りかかったときに、突如田植え仕事をしていた17，8の娘が「殿様にお祝い申し上げます」と泥を晴政の服に塗りつけた。それを見た晴政は「めでたいことである」と返して通り過ぎて行った。後にこの娘は晴政に妻として召し出され、晴政の長男となる南部春継（幼名・鶴千代）を産む。[4]
- ある年に、晴政の刀が盗まれる事件が発生した。見張り番の者が自ら処分を願い出ると、晴政は「ここで刀を盗みに来るのは、盗人の仕業ではない。若い侍あたりが魔が差したのだろう。盗んだ刀で励めばそれでよい。武士たる者が金銭を盗んだとなれば処罰するが、この件は不問とする」と言って許したという。

## 研究
三戸南部氏（盛岡藩主南部氏）と大浦南部氏（弘前藩主津軽氏）の家伝には食い違いが多く、この時代の北奥羽の研究は進んでいない。

### 晴政の没年
明治36年（1903年）に旧南部藩士の手によって作られた『南部史要』は天正10年（1582年）死亡説を唱えている。 それに対して元亀3年（1572年）死亡説を採っているのは文久元年（1861年）に編纂された『三戸南部系図』であり、これは南部藩士・星川正甫が藩主に謹呈された緒家系譜を頼りに南部氏一門の系図を作成したものである。前述のように晴政と信直の不和は明確である。また、信直とその支持者によって三戸城を攻められて、晴継ともども殺害されたとの説がある。信直派が謀反を隠すために晴政没年を10年ずらしたと考えられる。

## 系譜
- 父：南部安信
- 母：不詳
- 正室：不詳
- 室：大宝比丘尼（百姓の娘、寛永元年、1624年卒）
  - 長男：南部晴継
- 生母不明の子女
  - 長女：石川信直正室（天正4年、1576年卒）
  - 次女：九戸実親正室
  - 三女：東朝政正室
  - 四女：徳隠妙俊大姉 - 南盛義正室（寛永15年12月5日卒）
  - 五女：高源寺殿春林妙喜比丘尼 - 北秀愛正室（寛永20年11月21日卒）

## 関連作品
ゲーム
- 『戦国BASARA3』(2010年、カプコン)